# Tevfik Esenç
Tevfik Esenç (1904 - 7 de octubre de 1992) fue un agricultor turco, concretamente de origen circasiano, célebre por haber sido el último hablante conocido de ubijé, así como por su labor en las tareas de investigación de dicha lengua. Esenç fue criado durante un tiempo por sus abuelos, hablantes de ubijé, en el pueblo de Hacıosman, Turquía. Sirvió una legislatura como muhtar o alcalde del pueblo antes de recibir un puesto como funcionario en Estambul.
Allí tuvo la oportunidad de conocer al lingüista francés Georges Dumézil, con el que realizó un gran trabajo para conseguir conservar su lengua. Dotado de una excelente memoria y comprendiendo enseguida las intenciones de Dumézil y otros lingüistas que lo visitaban, fue la fuente principal de datos e información no solo de la lengua ubijé sino también de su mitología, cultura y costumbres. No solo hablaba ubijé, también turco y el dialecto hakuchi del idioma adigué, lo que permitió algún trabajo comparativo entre las dos lenguas. Era un purista y su idiolecto del ubijé es considerado por algunos como lo más parecido a una lengua estándar literaria que llegó a tener este idioma.
Esenç murió en 1992 a la edad de 88 años. La inscripción que quiso que apareciera en su tumba como epitafio fue la siguiente:

«Esta es la tumba de Tevfik Esenç. Fue la última persona capaz de hablar la lengua que llamaban ubijé».